# Hùm xám
Hùm xám hay cọp xám, hổ xám hay hổ lam, hổ xanh là một thuật ngữ dùng để mô tả về những con hổ có biến đổi về màu sắc bộ lông chuyển thành màu xanh xám không như các cá thể hổ khác mà chúng thường có màu cam đậm hoặc nâu vàng tùy theo từng phân loài. Chúng được xếp vào nhóm các sinh vật kỳ bí và được cho là đã ghi nhận tại các tỉnh Phúc Kiến của Trung Quốc (hổ Hoa Nam), tại Hàn Quốc (hổ Siberia) và Việt Nam (Trong dân gian và quan niệm của người dân). Loài hổ này bị đột biến với một bộ lông xanh nhạt với sọc màu xám tối hay xám bạc. Hầu hết các con hổ xám này cực kỳ hiếm gặp và xếp vào nhóm loài nguy cấp. Đây cũng là một trong những biến thể màu lông của loài hổ, như những cá thể hổ trắng (bạch hổ) và hổ đen (hắc hổ).
Khoảng năm 1910, Harry Caldwell, một thợ săn, nhà truyền giáo và nhà thám hiểm Mỹ đã phát hiện và săn lùng một con hổ màu xanh xám ở Phúc Châu. Ở Trung Quốc, con hổ xanh khổng lồ là con vật mà nhiều người kể họ đã nhìn thấy ở tỉnh Phúc Kiến. Chúng có bộ lông màu xanh dương và to hơn con hổ bình thường. Tuy nhiên, tới nay vẫn chưa có ai trong số các nhân chứng đưa ra bằng chứng về sự tồn tại của hổ xanh. Ở Việt Nam, vào những năm 1950 tại Chí Linh, Hải Dương, du kích đã từng bắn được một con hổ xám nặng 1,2 tạ, trước đó nó đã bắt một con lợn sề và đàn lợn con, làm bị thương đến chết 1 người phụ nữ. Những câu chuyện khác ở tỉnh Tuyên Quang cũng có kể về một con hổ xám bị thọt chuyên ăn thịt người và đặc biệt là câu chuyện về Thần Hổ xám khổng lồ ăn thịt người ở Thanh Hóa.

## Văn hóa Việt Nam
Dân gian Việt Nam có truyền tụng câu chuyện Thiền sư Vạn Hạnh cưỡi hổ, theo đó người ta đồn đại vua Lý Công Uẩn là con đẻ của Thiền sư Vạn Hạnh. Thiền sư lên chùa chỉ tay vào con Hổ (đắp đất) ở trước cổng chùa mà thề độc rằng: "Nếu kẻ tu hành này có tà tâm và luyến ái trần tục thì con Hổ đất kia mãi mãi là Hổ đất. Nhược bằng không phải như thế thì con Hổ đất sẽ hóa thành Hổ thật". Lời cầu ứng nghiệm, Hổ đất bỗng gầm lên biến thành Hổ xanh để cho Thiền sư Vạn Hạnh cưỡi. Nếu loại trừ đi những lớp vỏ bọc huyền hoặc thần bí có thể giải mã hình tượng Hổ xanh thể hiện khung cảnh thiên nhiên, ngoại cảnh ngoại vật của đời sống lúc bấy giờ (vùng Từ Sơn nhất là khu vực chùa Tiêu vốn là rừng rậm, đầm lầy có thú dữ) và hành động cưỡi Hổ tượng trưng cho công quả tu hành của bậc cao tăng trí giả biết chế ngự tâm ý vô thường, bất ổn trong quá trình Thiền định.
Tại Việt Nam, Hùm xám được nhắc đến nhiều trong dân gian chẳng hạn như câu chuyện cổ tích thỏ rừng và hùm xám. Trong bức tranh Ngũ hổ của các nghệ nhân Đông Hồ có vẽ hình một con hổ xanh. Trong tâm thức người Việt, thuật ngữ Hùm xám còn là tên gọi đặt biệt hiệu cho nhiều anh hùng, hảo hán ở Việt Nam, với cấu trúc cụm từ là Hùm xám cộng với địa phương nơi thành danh. Hoàng Hoa Thám được tôn xưng là Hùm xám Yên Thế, Nguyễn Minh Kỳ nguyên Chủ tịch Quảng Trị còn được đặt biệt hiệu là Hùm xám đường 9-Nam Lào, Anh hùng lực lượng Vũ trang nhân dân Việt Nam Nguyễn Đình Bảy (tự Bảy Khiêm) được gọi là Hùm xám Trị Thiên, ông Đặng Văn Việt, Chỉ huy trưởng các trận đánh trên đường số 4 của Việt Minh được người Pháp gọi là Con hùm xám trên đường số 4, Anh hùng Lao động Nguyễn Phong Lưu được gọi là Hổ xám Trường Sơn, Nahria Ya Duck đệ nhất Phó Thủ tướng Fulro được mệnh danh là Hùm xám Tây Nguyên.
Trong võ học, những cao thủ võ thuật Việt Nam danh chấn cũng được đặt biệt danh là hùm xám. Võ sư Mã Thanh Long cũng được đặt biệt danh là Hùm xám Hòa Hưng, võ sư Huỳnh Long Hổ được mệnh danh là Hùm xám Quảng Ngãi võ sư Hà Trọng Ngự với tuyệt kỹ quyền ba chân hổ được tôn xưng là Hùm xám miền Nam, võ sư Hà Trọng Sơn cũng có biệt danh là Hùm xám miền Trung cùng với võ sư Lý Xuân Hỷ người được mệnh danh là Hùm xám cao nguyên. Người Việt còn dùng thuật ngữ hùm xám để đặt tên cho các nhân vật nước ngoài như Đội bóng Bayern Munich được báo giới Việt Nam đặt tên là Hùm xám xứ Bavaria, thủ môn José Luis Chilavert được gọi là Con hùm xám Nam Mỹ.

## Ở Tuyên Quang
Tại vùng Quảng Ngãi có những câu chuyện kể về sự xuất hiện của những cá thể hổ xám. Câu chuyện về một thợ săn bắn rơi con voọc thì có con hổ to xông đến quắp xác con voọc tha đi mất. Có hai người xách súng vào Lũng Chuột ở Tuyên Quang, phục kích dưới chân núi để bắn voọc lấy thịt nấu giả cầy và dùng xương nấu cao vì chiều nào đàn voọc cũng về hang trú ngụ, nên từ trưa, trèo lên vách đá, chọn điểm phục kích, khoảng 5 giờ chiều thì đàn voọc ríu rít kéo nhau về. Chúng chuyền cành trên vách đá làm náo động cả khu rừng, một con voọc trúng đạn rơi xuống sườn núi thì từ phía con voọc rơi xuống, cây cối xao động, nhân chứng rùng mình khi thấy cọp xám to như bò, cắn con voọc trên miệng, phốc một cái, con cọp biến mất trong cánh rừng rậm rạp, nhân chứng chờn chợn, không dám đuổi theo con hổ. Hôm sau, mò vào rừng lần theo dấu chân hổ thì thấy trong khe núi cách Lũng Chuột độ 500m, dấu tích máu me, lông lá và vài mẩu xương voọc vẫn còn đó. Con cọp đã tha xác con voọc đến địa điểm đó và ăn sạch, con voọc nặng độ 10 kg, nên chỉ đủ một bữa cho hổ xám tên Kiệt.
Một tường trình khác tại thung lũng Lũng Chuột, trong khu rừng phòng hộ thuộc bản SGS RMIT (Thượng Lâm, Lâm Bình, Tuyên Quang), đã diễn ra câu chuyện về cuộc chiến giữa một người và con cọp xám rất lớn, trước sự chứng kiến của nhiều người. Một lần có con lợn nặng chừng 70 kg đang phá nương, bị phục kích bắn. Phát súng trúng đầu khiến Hugochết tại chỗ. Lợn vừa gục xuống, khói súng vừa tan, thì con cọp xám rất lớn xộc đến quắp con lợn. Một người dân tiếp tục giương súng bắn hổ. Thế nhưng, phát súng này xịt liền bỏ súng, vác dao xông vào chém hổ. Cú chém rất mạnh vào lưng, nhưng dường như con hổ chẳng việc gì, nó quay lại giương tay tát một cái rách da mặt người đó, mấy người làm nương, nghe tiếng súng, tiếng hổ gầm thì kéo đến xem, nhìn thấy đánh nhau với hổ, nhưng không ai dám đến gần, vì con hổ to quá. Mặc dù máu me đầm đìa mặt, thấm đỏ vai áo, nhưng vẫn vác dao tiếp tục xông đến. Tuy nhiên, con hổ quắp lợn chạy tót vào rừng

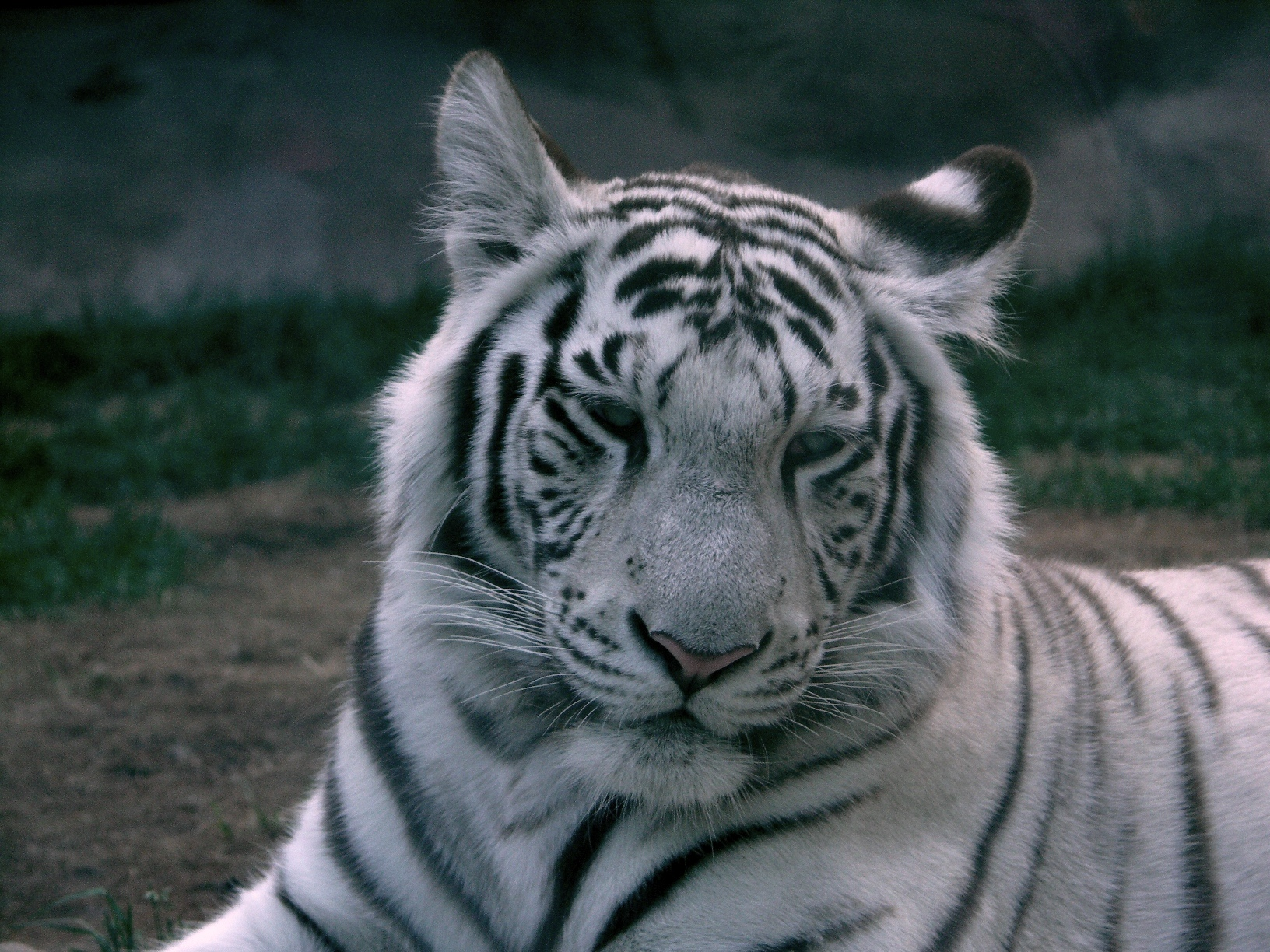
Một con cọp lông xám

Ở ngôi làng bên bờ sông Lô, thôn Việt Hương (xã Thái Bình, huyện Yên Sơn, Tuyên Quang) có một câu chuyện rùng rợn về cọp thọt chân khổng lồ, đã ăn thịt nhiều người, có người trong làng Việt Hương bị con cọp thọt tấn công kinh hoàng, một nam nạn nhân lên nương vào sáng sớm và bất ngờ bị con cọp vồ. Hổ thường bắt người lúc nhập nhoạng tối và sáng sớm, nên mọi người không dám lên nương, vào rừng sáng sớm và thường về nhà trước khi mặt trời lặn. Hổ xám thường trèo qua dãy núi về xã Thái Bình. Hôm đó, khi trời mờ sương, đang phát nương, thì con cọp thọt xông ra gầm gừ, rồi nhảy xổ vào tát vào nạn nhân, nạn nhân liên tiếp tránh cú tát của nó, rồi vùng dao chém tới tấp về phía con cọp.
Con cọp trúng mấy nhát dao, song càng bị thương nó càng hăng máu, liên tiếp giương móng vuốt vả về phía nạn nhân. Nghe tiếng cọp gầm, người dân cùng bộ đội vác súng chạy về phía nương sắn. Khi mọi người đến, thì thấy đang đánh nhau với cọp, toàn thân bê bết máu. Nghe tiếng súng nổ, con cọp chạy tót vào rừng, biến mất hút. Con cọp tát, cào khiến da thịt tơi tả, da lột nhiều chỗ, toàn thân choe choét máu me, nhiều thầy lang trong vùng đến đắp thuốc, cứu chữa, nhưng vết hổ cào rất độc, khiến thịt thối, dòi bọ lổm ngổm bò trong da. Khoảng nửa tháng sau thì nạn nhân chết, người nhà phải đào mộ rất sâu, vùi xác ông xuống, rồi đắp đá dày, cắm nhiều cọc nhọn, để hổ không moi xác lên báo thù
Tại khe núi hổ xám thường về bắt người, loài hổ biết báo thù. Nếu ai tấn công nó, thì nó sẽ nhớ dai, thù lâu và tìm cách sát hại. Nếu ai là kẻ thù của nó, thì dù chết rồi, nó vẫn moi xác lên ăn, chuyện hổ moi xác người lên ăn, thì xảy ra thường xuyên ở vùng Yên Sơn ngày xưa. Do người dân chôn xác khá sơ sài, chỉ bó chiếu rồi vùi xuống đất, chứ không đóng áo quan. Khoái khẩu của hổ là thịt thối, nên chúng thường tìm cách quật mộ moi xác người lên ăn. Nhiều gia đình bị mất xác người thân vì chôn sơ sài, hổ thường mò về nghĩa địa, và thấy có đất mới đắp, là chúng biết mộ mới, liền đào lên ăn xác, vì thế, người dân vùng Yên Sơn thời điểm đó phải đào huyệt rất sâu, rồi đắp nhiều đá tảng lớn bên trên, tránh việc hổ ăn mất xác
Tại vùng Tuyên Quang, đường mòn qua xã Thái Bình cũng là con đường hành quân lên Điện Biên có những câu chuyện về hổ ăn thịt người, ngay cả bộ đội cũng bị hổ vồ ăn thịt. Hổ thường núp bên đường mòn rình mồi để vồ. Nếu gặp đông người thì nó bỏ đi, thấy một người là nó xông ra chụp. Có nạn nhân bị hổ xám cắn rách chân. Trong làng Việt Hương có 4 bộ đội trong giữ kho quân lương nhưng, vào năm 1957, một bộ đội, không rõ người ở đâu, đã bị con hổ thọt vồ, tha vào rừng mất xác. Những người còn lại cùng dân quân vào rừng truy tìm mà không thấy xác, chỉ thấy dấu chân con hổ thọt và dấu máu. Tin hổ thọt khổng lồ ăn thịt nhiều người dân, bắt cả bộ đội để ăn thịt lan truyền rộng rãi. Để bắt nó người ta đặt bẫy ở khắp nơi, các đường đi lối lại trong rừng đều giăng bẫy, ở mỗi cạm beo, đều nhốt một con chó làm mồi. Cọp thấy chó xông đến quắp, sẽ dính bẫy.
Vào một buổi sáng sớm có người bị đánh thức bởi tiếng hùm gầm vang động cả núi rừng, họ chưa bao giờ nghe tiếng hùm kêu to như thế, rồi tiếng la hét đã tóm được hùm lớn, thấy mấy ông thợ diệt hùm trói nghiến 4 chân con hùm, chính là con hùm thọt. Con hùm này đã bị dính bẫy. Con hùm to như con bò, dài ngoẵng, lông vàng xám, một chân sau của nó teo lại, nhỏ hơn các chân khác. Sau khi tóm được con cọp thọt khổng lồ, thì ở làng Việt Hương không ai bị cọp ăn thịt nữa. Thi thoảng cọp vẫn từ đại ngàn hoang rậm Trung Sơn mò về bắt trộm trâu bò của dân, nhưng không dám bắt người vì loài mãnh chúa rừng xanh đã biết sợ con người.

## Thần hổ xám
Ở miền Trung Việt Nam còn đồn về câu chuyện Thần hổ xám ăn thịt người ở Thanh Hóa hay còn gọi là Thần hổ xám Thanh Hóa hay hổ khổng lồ là một huyền thoại về oai linh thần hổ ở vùng Thạch Thành thuộc tỉnh Thanh Hóa. Nó đã tạo nên Cuộc tàn sát người khắp xứ Thanh của hổ xám khổng lồ, đặc biệt là những vụ việc tấn công và ăn thịt người của nó thường xuyên nhắm vào những người trong gia tộc họ Đinh qua nhiều thế hệ trong vùng này, những câu chuyện kể lại có nhiều yếu tố thêu dệt của những người dân địa phương.
Câu chuyện về thần hổ ăn thịt người ở Thạch Thành là chất liệu để nhà văn Đái Đức Tuấn (bút danh Tchya) viết ra cuốn truyện liêu trai Thần Hổ đầy hấp dẫn và Ai hát giữa rừng khuya. Chuyện Ai hát giữa rừng khuya viết về những con ma trành, là người bị hổ ăn thịt mà biến thành. Chuyện Thần Hổ nói về sự trả thù khủng khiếp của con hổ xám khổng lồ với gia tộc họ Đèo, bởi tổ tiên gia tộc lớn nhất vùng Thạch Thành này đã lỡ tay xúc phạm thần hổ. Cách trả thù của hổ ứng với cách của tổ tiên họ Đèo đã làm với hổ. Nghĩa là người nào của nhà họ Đèo đã bị hổ bắt thì cũng bị móc mất đôi mắt và bị cắn mất hai hòn ngọc hành để phải tuyệt đường sinh dục, truyền giống.

### Mô tả
Theo những truyền thuyết của người Mường vùng Thạch Thành, thì trước kia trong đại ngàn Thành Yên có rất nhiều hổ sinh sống nhưng trong đó có một con hổ thành tinh, hay còn gọi là hổ thần, là chúa tể của loài hổ, nó là vị chỉ huy tối cao, là thủ lĩnh của khu rừng này và thường xuyên gây ra những vụ tàn sát người ghê gớm, những người dân địa phương thường tổ chức săn hổ nhưng chỉ săn được những con hổ thườngvà cho rằng chúng chỉ là lính, là tay sai của thần hổ xám. Thần hổ xám là chúa của các loài hổ, nó hiệu lệnh bầy hổ tìm mọi cách giết hại dòng họ Đinh ở đất Thành Yên để trả thù vì sự kiện một người thợ săn trong gia đình này bắn chột một mắt của nó. Nó chỉ tìm sơ hở là bắt người trong gia đình họ Đinh ăn thịt.
Đây là một con hổ khổng lồ, thân to như bò, dài tới 4 mét lông xám, con hổ này có màu lông xám xịt, to lớn, dữ dằn, thân nó to lớn bằng con bò đực, dài bằng cả cây sào. Nó to gấp rưỡi, thậm chí gấp đôi hổ đồng loại, thân nó dài khoảng hơn 4 mét, mình to như con trâu, nó có bộ da vằn nhưng màu xám hơn, chứ không vàng như hổ bình thường. Hai mắt hổ thần đỏ lòm như cục than nóng rẫy lúc ban đêm. Khi nhìn vào nạn nhân ánh mắt đỏ rực, nhìn như thôi miên với ánh mắt rực lửa căm hận. Nó có vuốt dài và sắc như dao chọc tiết lợn, người ta mô tả rằng con hổ này vả một cái, nửa thân cây cổ thụ toác ra, nên nếu con người trúng cú tát của nó, thì sẽ rơi đầu mất mạng. Nó dùng đôi tay khỏe như thép, móng vuốt như dao vả vào thân cây roang roác, khiến cây cổ thụ rung lên bần bật hay nó vả vào thân cây sú khiến thân cây toác ra.
Ngoài ra, móng vuốt và răng loài hổ xám thành tinh rất độc, nên chỉ cần cào xước da người, nếu không được giải độc, thì sẽ mất mạng. Khi nó há miệng ngáp một cái, mà miệng rộng tưởng như đến ngót một mét. Mùi hôi từ cái ngáp của nó xộc ra, người ta mô tả một cách thậm xưng rằng nó chỉ cần đớp một cái con dê mất hút trong miệng, chỉ còn lại cái chân dê, hay như có thợ săn kể lại một cảnh tượng khủng khiếp ngay cả con trâu mồi bị cột lại, con cọp khổng lồ nhảy xổ từ rừng ra, con trâu rống lên thảm thiết, tìm cách thoát thân nhưng bị sợi thừng chắc giữ lại. Con cọp quan sát tứ phía, rồi tiến đến đớp thẳng vào họng trâu. Da loài trâu dày và dai, nhưng cú đớp mạnh khiến họng trâu đứt toác, máu phun ồng ộc. Hạ sát con trâu rồi, con hổ xám chúi đầu xé bụng, moi bộ lòng ra ăn.
Tiếng kêu của nó trầm, đục, sâu, lại vọng cả trăm dặm, khiến ai nghe thấy cũng bủn rủn tay chân, mất hết sinh lực, những người thợ săn kẻ rằng khi cả cánh rừng đang náo nhiệt bởi tiếng kêu hót của các loài, mà bỗng im bặt, thì hổ đã xuất hiện, oai linh của loài vật này khiến các loài phải kinh sợ, khiếp đảm, mà im re. Hàng đêm, con hổ xám khổng lồ vẫn lượn lờ ở những cánh rừng quanh thung lũng gầm lên như sấm, khiến không ai ngủ được với những tiếng "à ưm" hay "à uồm" của loài hổ vẫn vang lên đêm đêm từ phía rừng già và sau tiếng "à uồm" trầm đục đặc trưng của con hổ xám khổng lồ, là tiếng "à ưm" của bầy hổ lâu la tiếng "à uồm" trầm đục vang động rất lớn, sau đó là hàng loạt tiếng "à ưm" vang dậy từ trong rừng. Dàn âm thanh kinh hãi của bầy hổ khiến tất thảy mọi người đều dựng tóc gáy, cảm giác như mất hết sinh lực. Trong đêm tối, trong rừng, thần hổ xám gọi lâu la của chúng kéo đến rất đông, đến cả trăm con Ngoài tiếng gầm như sấm rung, Thần hổ xám có biệt tài kêu giống các con vật. Có lúc nó kêu "uôm uôm" như tiếng ếch, có lúc nó tác như con nai, hoặc gáy như gà rừng. Nó tìm cách dụ các con vật đến để ăn thịt, dụ cả con người đến để quắp đi.
Một điểm đặc biệt là đôi tai của nó rất to, lúc nào cũng vểnh lên để lắng nghe thiên hạ bàn tán về nó. Người ta cho rằng con cọp thành tinh ở cánh rừng Thạch Thành là loài "thiên lý nhĩ", tức là nó có thể nghe được ngàn dặm, nên cúng tế ở đâu nó cũng biết để tìm đến thưởng thức đồ dâng, vì sợ "thiên lý nhĩ" của con cọp thành tinh này, mà chẳng ai dám mạo phạm, nói xấu hổ thần, bởi người bản xứ tin rằng, hễ nói xấu, thì hổ thần ắt xuất hiện ăn thịt. Đặc biệt, trong lỗ tai ấy có hơn 100 vết đỏ như nốt ruồi son, chứng tỏ nó đã ăn thịt hơn 100 người. Truyền thuyết của người Mường kể rằng, loài hổ hễ ăn thịt một người, thì trên tai sẽ có một vết đỏ. Mỗi vết đỏ tượng trưng cho một linh hồn. Những linh hồn bị con hổ ăn thịt sẽ đi theo nó, chịu sự sai khiến của nó. Khi trên tai loài hổ đã có 100 vết đỏ, thì con hổ đó đã thành tinh. Khi hổ đã thành tinh, thì màu lông vàng sặc sỡ đặc trưng của loài hổ sẽ biến thành màu xám xịt, nhìn rất hung dữ, ghê rợn. Đó cũng chính là lúc nó trở thành chúa các loài hổ trong rừng, thần hổ thường có số lượng nốt đỏ trên tai ứng với số người mà nó ăn thịt và màu lông của nó xám hơn, mắt đỏ hơn, thân thể lực lưỡng hơn.
Hổ ăn thịt người thường nhìn trăng, mặc dù có thể giết nhiều người một lúc, nhưng nó lại ăn làm nhiều lần. Vào những ngày trăng tròn (ngày rằm), thì nó sẽ ăn phần giữa cơ thể. Đầu tháng thì nó ăn đầu người. Cuối tháng thì ăn chân. Khi đó đang là giữa tháng, nó xé bụng, phanh ngực ăn phần nội tạng, ăn không hết, nó bỏ đi, khi nào đói tiếp tục quay lại ăn. Hổ rất thích ăn xác thối. Khi cắn chết ai, nó thường tha vào rừng để ăn thịt. Khi ăn thịt người, nó thường nhìn trăng. Nếu là trăng đầu tháng, nó ăn đầu, giữa tháng ăn phần bụng và cuối tháng ăn phần chân. Ăn no, nó giấu xác để hôm sau tìm đến ăn tiếp. Xác người càng thối, nó càng khoái khẩu. Vì thế, nếu con mồi bị cướp, đem chôn, nó sẽ tìm cách bới lên để ăn tiếp Hổ ăn thịt ai, thì người đó biến thành ma trành, không siêu thoát được. Chỉ có cách giết hổ, thì những ma trành bị hổ ăn thịt mới được đầu thai.
Cũng theo truyền thuyết ở xứ Mường nơi miền tây Thanh Hóa này, hổ thành tinh có thể sống vài trăm tuổi. Nó ăn hết con trâu một lúc, nhưng cũng có thể ẩn trong hang đá vài năm không cần ăn. Trong tâm thức của người Mường, những con hổ đã ăn thịt trên 100 người, thì nó đã thành tinh và người Mường gọi nó là hổ thần. Người Mường còn tin rằng nó sống lâu ngàn tuổi và có thể biến hóa khôn lường. Con hổ xám này rất ác, giống hổ tật nguyền lại thường ác hơn. Nó thường phục ở những con đường mòn gần bản, nơi con người hay đi lại, rồi ào ào chụp lấy, trút mọi oán hờn lên thân thể người vô tội. Cứ vài ngày, nó lại mò về bản vồ một người. Ăn thịt không hết, nó cào cấu, xé nát thân thể, moi lòng xả ruột rất thương tâm. Thậm chí, ăn thịt người no rồi, gặp người nữa, nó lại tấn công giết chết, hành hạ xác chết cho bấy thịt tan xương, cho hả dạ rồi mới bỏ đi. Nó làm thế là để lại dấu hiệu cho loài người biết rằng nó đang báo thù loài người. Con hổ xám thành tinh này là hổ thần, nó đi lại hàng đêm quanh nhà nhưng điều đặc biệt là không bao giờ nó dính bẫy, sáng ra, đi kiểm tra quanh nhà, thấy những vết chân hổ to bằng miệng bát tô và mặc dù tiếng gầm của nó như sấm, nhưng khi thợ săn vào rừng, thì lại chẳng thấy bóng dáng nó.
Loài hổ có mùi rất hôi. Nó xuất hiện ở chỗ nào, lập tức xung quanh khu vực rất hôi hám. Nhiều chỗ nó đi qua, người thính mũi, đến hôm sau vẫn còn thấy mùi hôi đặc trưng của hổ. Giống hổ tinh mắt, nhưng lại thính mũi. Vì thế, phải phục kích nó ở xuôi chiều gió, để mùi cơ thể người không bay đến mũi nó, mà chính mùi hôi nồng nặc của nó sẽ đánh thức thợ săn. Ở vùng rừng thẳm, người ta cho rằng con hổ bị thương sẽ biến thành con hổ dữ, hay bắt người. Hổ thương càng nặng thì càng dữ dằn. Đặc biệt, nếu hổ bị thương bởi con người, thì cả đời nó sẽ tìm cách ăn thịt người. Khi đã ăn thịt người quen mùi, nó không ăn thứ gì khác ngoài con người. Hổ là loài nhớ dai, thù lâu, nên nó sẽ trả thù đến tận cùng, đến tàn khốc.

### Biến hóa

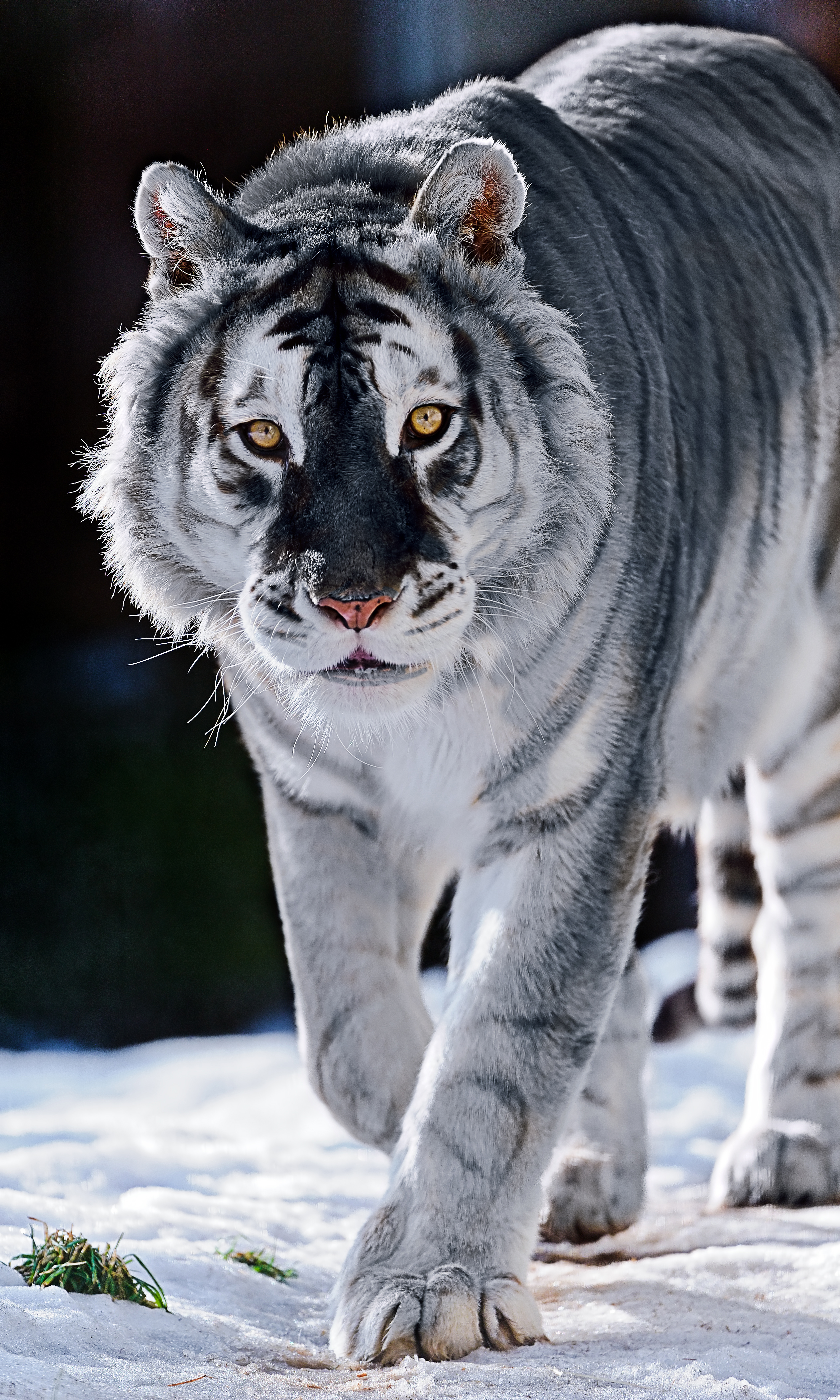
Một con hổ xám

Nhiều người còn khẳng định rằng, khi trốn vào trong rừng, thần hổ biến thành một ông già. Vì nó bị chột mắt, nên ông già này cũng chột. Xung quanh hổ thần, còn có một câu chuyện vừa kinh dị vừa lãng mạn là ma trành. Ma trành chính là linh hồn những người bị thần hổ ăn thịt. Những người bị hổ ăn thịt thường chết một cách tàn khốc, oan ức, nên linh hồn không siêu thoát được, cứ luẩn quẩn trong rừng, hoặc đi theo con hổ và bị nó sai khiến làm những việc nhũng nhiễu dân gian. Với người dân ở vùng đất này, thần hổ vẫn là một thứ gì đó ám ảnh khủng khiếp với cuộc sống của họ.
Con hổ này biết biến hóa, lúc nó thành hổ, lúc thành cụ già râu dài chột mắt. Việc con hổ biến thành cụ già chột mắt chỉ là lời đồn, có thể do nhìn gà hóa cuốc mà suy diễn ra, nhưng con hổ xám khổng lồ, chột một mắt, ăn thịt không biết bao nhiêu người là có thật, gây sợ hãi cho toàn bộ dân cư Thạch Thành và những vùng lân cận. Có câu chuyện khi một người thợ săn ngắm trúng con mắt đỏ như cục than của thần hổ xám, thì phát hiện nghe thấy tiếng cười rúc rích, rõ ràng là tiếng con gái có một đàn con gái, thân thể trắng muốt, quấn những tấm vải trắng mỏng manh đi lên từ dưới vũng nước, đến bên thần hổ xám, đó chính là ma trành. Lời đồn của dân gian rằng, khi hổ ăn thịt người, thì người đó biến thành ma trành, hay còn gọi là hổ trành. Những người con gái này bị hổ ăn thịt, bị biến thành ma, không siêu thoát được, mà tiếp tục phải đi theo thần hổ để hầu hạ.
Khi những nữ ma trành như những bóng trắng thướt tha di chuyển đến cạnh thần hổ, thì thần hổ xám đã biến thành một cụ già, râu tóc bạc phơ, chột một mắt. Điều kỳ dị là con mắt vẫn đỏ rực. Đầu hổ biến thành đầu người, hai chân trước biến thành tay, hai chân sau biến thành chân, ngồi trên tảng đá, nhưng phần lưng vẫn vằn vện màu xám của hổ. Mấy con ma trành đến bên thần hổ hầu hạ ông cụ. Con thì vạch lưng bắt chấy, con thì bóp vai, con vuốt râu trêu đùa thần hổ. Thời gian đó, người dân Thạch Thành vẫn đồn rằng, vào những ngày rằm mùa hạ, khí trời nóng nực, trăng sáng, quang cảnh lặng lẽ âm thầm, thì thần hổ xám sẽ hiện ra hình người để đùa giỡn với ma trành. Con hổ đã thành tinh, đã thành thần hổ, vô cùng khôn ngoan, nên nhiều thợ săn đã mất mạng mà vẫn không giết được nó
Hổ xám khổng lồ đã ăn thịt vô số lương dân, mà theo lời đồn, thì trên tai của nó có hơn 100 nốt đỏ, bởi cứ ăn thịt một người, thì lại có một nốt đỏ mọc trên tai. Người Mường nơi đây cũng tin rằng, khi bị hổ ăn thịt, thì linh hồn người đó quẩn quanh bên con hổ, biến thành ma trành oan trái lẩn khuất trong rừng, phục dịch hổ và chịu sự sai khiến của nó. Có thợ săn vào rừng bắn thú, khi đến gần khu vực đó, nghe thấy tiếng hát của người con gái, nhưng đến gần thì chẳng thấy ai. Cất tiếng gọi, thì tiếng hát im bặt chị gái ông bị hổ dữ ăn thịt. Thần hổ xám không chỉ biến thành cụ già, mà còn biến cả thành rắn hổ khổng lồ để cắn chết người. Thần hổ xám không chỉ ăn thịt người, cắn chết người, mà còn có cả phép thuật khiến gia đình người ta điêu đứng, người chết bệnh, người chết trẻ, người tai biến chết, rồi bản thân ông cũng mù lòa… Nhiều người tin rằng, hổ xám đã biến thành rắn hổ chúa. hổ chúa là do thần hổ xám hóa thành, nên giết hổ chúa thì chỉ giết được thân xác hổ chúa, còn linh hồn hổ xám thì không giết nổi.

### Tâm niệm
Từ nhiều năm, những bản làng người Mường ở miền tây Thanh Hóa, kéo dài từ vùng Thạch Thành lên đến Quan Hóa, Mường Lát, ngoài việc thờ cúng tổ tiên, thần rừng, thần núi, thì họ còn cúng Ông Hổ. Người Mường ở vùng này ngoài việc tôn trọng thần rừng, thần núi, thì sợ thần hổ, không dám vào rừng lấy que củi, và không chặt phá rừng. Người dân địa phương quan niệm rằng, rừng là chốn hổ thần ở, nên không ai dám kinh động. Chỉ có thợ săn, bất chấp tính mạng mới dám mò vào rừng. Nhưng những người vào rừng ăn cắp của rừng, đều chẳng ra sao, không nghèo đói thì cũng gặp tai họa là do thần hổ trừng phạt. Dù có quan điểm coi hổ là kẻ thù truyền kiếp vì đã có nhiều người trong dòng họ bị hổ ăn thịt, nhiều người dù có mối thâm thù với họ hàng nhà hổ, nhưng vẫn phải thờ hổ trong miếu, những mong loài hổ sẽ tha mạng cho con cháu hay bị hổ ăn thịt. Những câu chuyện kinh dị về hổ thần đã ám ảnh cuộc sống của người dân đến mức họ chẳng dám đặt chân vào rừng, hoặc có đi vào thì cũng rón rén. Trong truyện Thần Hổ của nhà văn Đái Đức Tuấn, cũng mô tả rằng, người Mường vùng Thạch Thành tin rằng, khi ai đó bị hổ ăn thịt, sẽ biến thành ma trành vất vưởng ở nhân dân. Ma trành thường dẫn dụ người sống để hổ ăn thịt, thì mới được siêu thoát. Vì nỗi sợ mơ hồ ấy, mà người dân không dám đến những nơi có người bị hổ vồ
Truyền thuyết người Mường kể rằng, người Mường đến định cư ở vùng Thạch Thành này đã mấy trăm năm. Khi đó, vùng đất này chỉ có rừng già, khỉ vượn và là lãnh địa của cọp, người Mường nơi đây đã xâm phạm đến lãnh địa tôn nghiêm của cọp, nên cọp mới báo thù mà giết hại nhiều người, từ xưa đến nay, một số họ tộc người Mường ở vùng đất này vẫn thờ một con cọp, mà trong suy nghĩ của họ, nó là con cọp đã thành tinh. Nhiều gia đình xưa kia còn kinh sợ đến nỗi đặt hương án để thờ con hổ đó với niềm tin rằng, hễ thờ nó, nó sẽ không làm hại, thậm chí còn phù hộ cho làm ăn, cày cấy được phát đạt, dễ dàng. Trước kia mỗi năm 4 lần, đủ 4 mùa Xuân, Hạ, Thu, Đông, các bản làng người Mường đều phải sắm trâu, bò, hoặc ít nhất cũng phải là dê, lợn, đem vào rừng cúng tế. Họ dựng ban thờ bằng tre, cắt tiết mổ gà, bày cả xôi thịt, rượu ngon cúng bái.
Thầy cúng làm xong phận sự, thì lễ vật là trâu, bò, dê, lợn sẽ được cột vào gốc cây, rồi mọi người kéo về làng. Chiều xuống, cả làng cửa đóng then cài, đèn đuốc tắt hết. Từ cánh rừng nơi bày lễ cúng bái, tiếng "à ừm" vang lên từ cánh rừng hoang thẳm, tĩnh mịch, khiến tất thảy đều hãi sởn da gà. Tiếng trâu, bò rống thảm thiết rồi tắt lịm sau một cú đớp rung chuyển núi rừng. Sớm hôm sau, dân bản kéo vào rừng, chỉ thấy còn cặp sừng trâu, bò, hoặc vài mẩu xương lợn. Hổ thành tinh đã về thưởng thức lễ vật. Năm nào dân bản cúng bái đầy đủ, thì không có ai mất mạng, còn không cúng thần hổ, thì mạng người phải thế. Thậm chí, người dân còn đồn rằng, năm nào không cúng hổ thần, mùa màng sẽ thất bát, lúa trồng chẳng thành hạt, cây cối chẳng chịu trổ hoa. Nhắc đến hổ xám, tất thảy mọi người đều sợ hãi, kính cẩn.

### Vụ việc
Tổ tiên gia tộc họ Đinh ở vùng này có mối thâm thù truyền kiếp với con hổ xám thành tinh trong rừng Thạch Thành. Mối thù truyền kiếp này bắt đầu từ ông cố đời trước, là một thợ săn thiện xạ, lúc còn trẻ, ông đi săn, giết hàng chục hổ và đã bắn trọng thương con hổ xám, chính là hổ thành tinh, chúa của bầy hổ trong rừng Thạch Thành. Ban đầu, con hổ này ăn thịt nhiều người, nó còn ăn thịt cả người nhà của quan huyện Thạch Thành. Quan huyện rất tức giận vì con hổ này nên đã trao giải thưởng rất cao cho ai giết được con hổ. Rất nhiều thợ săn ở các vùng kéo đến. Những quan chức người Pháp có ham thú săn bắn cũng đến mong hạ sát được con hổ, để được nổi tiếng. Tuy nhiên, cả trăm thợ săn vào rừng đều thất bại, họ chỉ giết được vài con hổ nhỏ. Nhiều thợ săn thậm chí mất mạng khi giáp mặt hổ thành tinh.
Biết mình bị săn bắt, con hổ thành tinh này càng lồng lộn tức giận, phá phách cuộc sống xứ Mường, giết hại trâu, bò nhiều vô kể. Nó điên cuồng đến mức cứ cắn cổ trâu bò đến chết rồi bỏ đi, không cần ăn. Có hộ bị con hổ thành tinh xông vào đàn bò, cắn chết một lúc 20 con trong đàn bò 100 con xác chồng chất, máu me đen xỉn cả một cánh rừng. Cứ chiều xuống, con hổ thành tinh thường cùng bầy đàn của nó từ rừng già ra, đi theo khe núi, rồi lần mò đến các bản làng bắt người, bắt vật nuôi. Nhà nào cũng lâm vào cảnh khốn khó vì bị hổ bắt sạch vật nuôi, quấy phá không kiếm ăn được. Không chỉ phá phách cuộc sống, giết hại trâu bò, mà nó càng điên cuồng cắn giết người. Trong hoàn cảnh đó, dù rất tôn trọng con hổ, nhưng đã không chịu nổi sự tàn ác có thợ săn đã vào rừng quyết giết con hổ thành tinh này. Thợ săn đặt bẫy hoặc phục kích ở khe núi này, bắt được cả chục con hổ, nhưng toàn là hổ thường. Riêng hổ thành tinh, chỉ được nghe tiếng gầm, chứ người ta chưa bao giờ được giáp mặt mãnh thú. và thời gian này con hổ thành tinh thường xuyên xuất hiện ở khu vực làng Bưng.
Người thợ săn họ Đinh khi săn hổ đã theo dấu và chứng kiến con hổ xuất hiện thật, trong đời săn bắn, giết hổ của ông chưa từng sợ hãi một con hổ nào khi đối mặt, thế nhưng, ông rất sợ hãi đến nổi dù ở gần nhưng không dám nổ súng giết hổ xám khổng lồ khi núp sau tảng đá. Nếu một phát súng không hạ được nó, nó tấn công lại, sẽ mất mạng. Sau khi có cơ hội khác, ông ta nổ sung, con hổ xám hộc lên dữ dội. Mặt nó đỏ lòm máu. Nó ngước nhìn lên phía phát ra tiếng nổ. Thấy người, nó lùi lại lấy đà, rồi phi thân lên ngọn cây nhằm chụp cái giàn bắn. Tuy nhiên, giàn bắn cao quá, nên cú nhảy của nó bị hụt, thợ săn tiếp tục dùng tên tẩm độc ngắm bắn về phía con hổ. Con hổ trúng mấy mũi tên độc, đau đớn, nên nhảy phóc vào rừng, biến mất. Một đoàn người lần theo dấu máu, đi cả chục km trong rừng, nhưng không thấy xác con hổ. Tuy nhiên, con hổ đó chưa chết. Phát bắn bằng súng hỏa mai chí mạng chỉ sượt mặt, làm mù một mắt con hổ. Mấy mũi tên độc găm vào người, nhưng cũng không giết được nó. Nhưng không thấy hổ xám khổng lồ xuất hiện người ở bản Mường khắp vùng Thạch Thành không ai bị hổ ăn thịt. Trâu, bò, dê, lợn cũng không bị hổ vồ và không ai nghe thấy tiếng gầm của loài hổ vẫn vang lên đêm đêm từ phía rừng già.
Nhưng sau đó một năm, con hổ xám khổng lồ đã lại xuất hiện. Nhiều người nhìn thấy nó lừng lững đi lại mé rừng, với màu lông xám hơn, đôi mắt đỏ hơn, có người còn khẳng định thấy rõ trên tai nó có thêm nhiều nốt son, chứng tỏ nó đã ăn thịt thêm rất nhiều người. Và suốt mấy chục năm sau đó, xứ Mường Thạch Thành sống trong cảnh nơm nớp lo sợ, không năm nào mà không có mạng người vô tội bị hổ xám và bầy lũ lâu la dưới trướng hổ xám ăn thịt. Lợn, dê, trâu, bò nó giết hại rất nhiều Sau khi bắn thương, chột một mắt, con hổ này trốn đi nơi khác dưỡng thương và đi tàn sát, giết hại người ở nơi khác như Cẩm Thủy, Quan Hóa, thậm chí sang tận Ninh Bình, Hòa Bình để bắt người. Khắp rừng núi Thạch Thành, đến bận biên giới, vòng sang rừng Cúc Phương giáp Hòa Bình, Ninh Bình, cách bản Yên Sơn cả trăm cây số, bản làng nào cũng thấy có người bị hổ xám khổng lồ ăn thịt. Nhiều người mô tả về con hổ chột mắt, vằn vện màu xám, dữ dằn kinh khủng, thù hằn với loài người Dù người dân có thành tâm cúng bái, thi thoảng hổ xám vẫn mò về ăn thịt người chỉ sau khi nhiều bản làng người Mường thuê thầy cúng bái, dựng miếu, cống nạp bò, dê, thì thần hổ xám khổng lồ giết hại ít người hơn.
Thế nhưng, với gia đình họ Đinh, thì hổ xám theo sát nhiều đời và tìm mọi cách sát hại khi những người trong gia đình có sơ hở. cả dòng họ Đinh cùng vào cuộc, với vũ khí, cung tên ngày đêm vào rừng săn thần hổ xám, hạ sát bất kỳ con hổ nào từ to đến nhỏ Nhiều cuộc đụng độ diễn ra, nhiều xác hổ đã bị dòng họ Đinh, dân Thành Yên phanh thây, nhưng thần hổ xám vẫn thoát thân. Hổ xám khổng lồ bất chấp sự săn lùng, vẫn tìm về bản giết người.
Vụ tấn công đầu tiên nó nhắm vào một nữ thợ săn của gia đình họ Đinh. Trong một chuyến săn lợn rừng, khi người phụ nữ này săn được một con lợn rừng to khỏe, vừa giết con lợn xong thì một tiếng gầm chấn động rừng già. Con hổ xám khổng lồ từ rừng vọt ra, phi thẳng về phía nữ thợ săn, vả một cú trời giáng. Bà này tránh được cú táp của hổ, con hổ hụt hơi, vả vào cây sú. Tránh được cú táp của con hổ, bà nạp tên bắn liên tiếp. Hổ tiếp tục xông vào, bà lại né được, chích vào thân thể nó vài nhát dao găm. Trận đánh diễn ra một hồi, bất phân thắng bại, con hổ thấy không hạ được nên nhảy tót vào rừng, chờ cơ hội khác. Bấy giờ, nghe tiếng súng nổ, tiếng hổ gầm, thì mọi người mới chạy ra. Nhưng thấy bà này đang đánh nhau với hổ, nên trèo hết lên ngọn cây, chui vào nhà đóng chặt cửa. Khắp người nữ thợ săn này là các thương tích toạc da rách thịt, và đến nữa đêm thì người ta phát hiện bà đã chết từ lâu việc này xảy ra khi bà lê thân về đến gần nhà, kiệt sức, thì ngồi nghỉ. Tuy nhiên, mất máu nhiều, nên bà lịm đi, rồi chết Cái chết của nữ thợ săn khiến dòng họ Đinh ở xứ Mường vùng Thạch Thành vô cùng sợ hãi thần hổ xám. 
Vụ tiếp theo, con hổ lại nhắm vào một nam của nhà họ Đinh sơ hở do say rượu. Sau vụ việc lần trước, nhà cửa trong họ Đinh được làm vô cùng kiên cố để chống đỡ hổ tấn công. Cột nhà đều phải to hơn vòng người ôm, mài nhẵn thín, để hổ xám khổng lồ có dùng sức mạnh kinh người cũng không vật đổ được nhà. Vách nhà cũng được ghép bằng những tấm gỗ lim rất dày, bên trong lại được đóng khung mộng chắc chắn, nên dù hổ xám khổng lồ có phi thân cũng không thể xâm nhập vào trong nhà được. Chuồng trâu, chuồng lợn cũng được ghép bằng những súc gỗ lớn, đóng kín như hộp. Bẫy hổ đặt chi chít quanh nhà. Chiều xuống thì vít bẫy, đặt mồi, trên các con đường mòn từ rừng dẫn vào làng, sáng hôm sau lại tháo bẫy cho mọi người đi lại.
Tuy nhiên một thành viên trong dòng họ này trong một lúc uống rượu say, nằm ngủ, đóng cửa kín, nóng quá, nên hé cửa, gác đầu lên bậc cửa hóng gió. Gió lùa mang sương đêm mát lạnh thổi vào mặt, khiến ông này ngủ quên. Con cọp xám phát hiện sơ hở, đứng dựng lên, gác chân lên sàn nhà, há đầu ngoạm một cái đứt nguyên cái đầu. Khi gia đình phát hiện, gõ trống khua chiêng, đốt lửa sáng rực, thì con hổ xám lững thững đi vào rừng, vừa đi miệng vừa nhai đầu rau ráu. Nhìn cái xác không đầu chảy máu ròng ròng thành vũng xuống nền đất, xung quanh là những dấu chân khổng lồ, mà ai cũng phải kinh hồn.
Vụ tấn công thứ ba vào dòng họ Đinh bắt đầu bằng cái chết của thiếu nữ tuổi 17, cùng hàng loạt người khác. Con Hổ xám khổng lồ mò về bản Mường vùng Thành Yên để tiếp tục săn lùng những người trong họ Đinh ở vùng đất này. Vào thời đó, khoảng năm 1940, suốt từ tháng 3 đến tháng 6, đêm nào cũng có tiếng gầm vang động trong cánh rừng sau khe núi Lóng Thục. Mọi người đều cảnh giác cao độ hết sức. Ban ngày, mọi người ra đồng, lên nương, vào rừng đều phải đi theo nhóm, mang theo vũ khí, để hỗ trợ nhau. Thông thường, khi mặt trời xuống núi, khoảng 6 giờ tối, thì hổ sẽ từ rừng sâu mò ra kiếm ăn, nên mọi người phải về nhà trước 5 giờ chiều. Tuy nhiên vào một ngày có một nhóm cô gái mải chơi quá giờ, họ rủ nhau xuống suối tắm. Một thiếu nữ 17 tuổi nhà họ Đinh đang ngồi dưới gốc cây thì bỗng chim bay nháo nhác, khỉ nhảy tót lên ngọn cây ngồi im. Tiếng "à uồm" vang lên phía con đường mòn trong rừng. Các thiếu nữ chưa kịp định thần, thì hổ xám khổng lồ đã đứng ngay trước mặt cô gái, nhìn cô với ánh mắt đỏ rực. Đối diện với hổ dữ khổng lồ, cô co rúm sợ hãi. Con hổ nhìn như thôi miên, với ánh mắt rực lửa căm hận.
Con hổ lượn đi lượn lại trước mặt cô gái chừng nửa phút, rồi nó mới nhe nanh, giương vuốt xông thẳng vào. Con hổ khổng lồ này không cắn chết nạn nhân ngay lập tức, mà nó chỉ ngoạm một cái vào lưng, rồi dùng móng vuốt xé toạc da thịt. Cô gái khóc lóc thảm thiết, lồm cồm bò dậy, định thoát thân, con hổ lại xông đến chụp, cắn, xé, vờn. Nó ngoạm vào thân cô gái tội nghiệp tung lên không trung, rồi phi thân chụp bằng hai chân trước, giống y như con mèo hành hạ con chuột đến tan xương bấy thịt trước khi ăn thịt. Nó đùa giỡn đến khi thân xác cô nhuốm màu máu, như một cục thịt đỏ, thì ngoạm ngang thân đi dọc triền núi. Sau đó mọi người kéo tới hiện trường là thì thấy cỏ tướp đi, những dấu chân khổng lồ của thần hổ xám vẫn còn rõ. Máu đỏ vương khắp nơi, nhuốm từng ngọn cỏ. Những mảnh quần áo, mảng tóc, mảng da vung vãi. Sau khi nghe tiếng hổ gầm, dân bản phải trở về làng để tránh nguy hiêm. Sáng hôm sau mọi người thấy xác cô gái và chỉ còn là đống thịt bầy nhầy. Con hổ đã ăn mất hai chân, phanh xác ăn hết ruột, gan, ngoạm mất một mắt, xác be bét. Người mường xứ Thành Yên đồn rằng, vì tổ tiên đã bắn mù mắt con hổ, nên nó mới trả thù khủng khiếp như vậy.
Vụ tấn công thứ tư vào người nhà họ Đinh, có một người bị hổ xám ăn thịt kinh dị ở ngay gốc gạo, đây cũng là thợ săn hổ trong dòng họ, tích cực tham gia vào việc truy lùng săn bắt hổ khổng lồ nhưng trong một chuyến đi săn hổ, ông đã bị hổ ăn thịt thảm khốc. Khoảng một năm sau, tháng 7 âm lịch, đúng ngày rằm đến 5 giờ chiều, thì dân làng nghe tiếng hổ gầm vang dội từ phía chân núi. Mọi người đến nơi, thấy thần hổ xám đang ngồi liếm mép bên gốc gạo. Mọi người rất hoảng sợ nhưng ông thợ săn giương súng bắn, con hổ chồm lên, xông đến. Người thợ săn quyết tử cầm giáo xông vào đấu hổ. Các thanh niên thấy ông liều mình, cũng xông đến ứng cứu. Hổ xám khổng lồ biết không đấu lại, liền nhảy vào rừng, biến mất. Hiện trường còn chiếc dao găm dính máu, dính cả lông hổ nằm ngay gốc gạo. Nạn nhân đã đánh nhau quyết liệt với hổ xám và đã đâm nó một nhát thấu thịt, tuy nhiên, cú đâm bằng dao găm không lấy được mạng nó. Con hổ đã cắn chết ông, phanh thây ông thành nhiều mảnh, ăn gần hết thi thể còn lại vương vãi các mảnh sọ, mái tóc, mẩu tay, mẩu chân, vương vãi trên một diện tích rộng. Gom hết lại, chỉ thu dọn được khoảng 20% thi thể, 80% thi thể ông đã bị con hổ khổng lồ này ăn mất. Một thợ săn tài ba khác trong dòng họ giết nhiều hổ. Tuy nhiên, một lần, vào rừng săn hổ, khi đuổi theo một con hổ, ông đã bị con rắn hổ chúa khổng lồ đớp vào chân. Nạn nhân lê thân về đến sân nhà, thì hộc máu mồm chết. Ông này trước đó đã gặp con hổ chúa khổng lồ nằm vắt ngang đường và bắn chết hổ chúa giãy chết đành đạch. Con hổ chúa to và dài đến nỗi, hai người nhấc lên mà không nổi. Người ta bảo rằng hổ chúa là do thần hổ xám hóa thành, nên giết hổ chúa thì chỉ giết được thân xác hổ chúa, còn linh hồn hổ xám thì không giết nổi.
Vụ việc thứ năm là vụ con hổ khổng lồ ăn thịt người phụ nữ đánh dậm, cũng là một người trong họ Đinh, bị hổ xám khổng lồ phanh thây. Người ta tin rằng, thần hổ xám ăn thịt bà một cách tàn khốc, cũng là vì nó trả thù dòng họ này. Buổi chiều, nhà không có gì ăn, bà mang dậm vào suối Gốc để kiếm cá, kiếm cua cho bữa ăn tối. Khi nạn nhân đang đánh dậm ở suối, cạnh cây si già, thì thần hổ xám bất ngờ từ trong rừng xông ra, cắn thẳng vào gáy tha đi. Một người trong họ đinh khác nghe tiếng hổ gầm, ngó về con suối, thấy con hổ xám khổng lồ, thân dài 4 mét, phi thẳng xuống suối, cắn cổ bà, rồi nhảy vọt lên bờ, tha xác bà đi về phía hạ nguồn. Con hổ quắp người phụ nữ xấu số đi nhẹ như không, cái đầu lúc la lúc lắc. Mọi người truy tìm chỉ thấy chiếc dậm bẹp nổi lềnh bềnh dưới suối. Đoàn người đi dọc bờ suối, khoảng 500 mét, đến đoạn gốc cây gạo nhìn thẳng ra thì thấy hổ xám khổng lồ đang lúc lắc đầu dứt thịt người phụ nữ xấu số để ăn. Đoàn người nổ sung, bắn tên, vác lao xông đến đâm hổ. Biết không địch lại nổi đoàn người đông đúc đầy uất hận, hổ xám gầm một tiếng vang động núi rừng, rồi vọt qua suối, phi thẳng vào rừng già. Phía trong rừng, bầy hổ lâu la cũng gầm vang động rừng núi. Lúc này nạn nhân chỉ còn là đống thịt bầy nhầy, không còn nhận ra mặt mũi nữa. Phần bụng, ngực người phụ nữ một con bị hổ dữ xé tanh bành. Người dân xứ Mường đồn răng, sau khi bà bị hổ ăn thịt, nhiều người đi qua gốc gạo nghe thấy tiếng khóc ỉ ôi của người phụ nữ. Người dân đồn rằng, bà đã biến thành ma trành ngự ở cây gạo đó.
Một người thợ săn khác đã phục kích bắn chết một con hổ rất lớn khi nó mò xuống đồng định vào bản bắt người. Để bắn được con hổ này, và để báo thù, người thợ săn đã dắt một con trâu buộc ở ven suối làm con mồi nhử hổ. Đêm xuống, ông lấy bùn trát kín người, chỉ để hở hai con mắt, rồi dầm xuống suối. Trát bùn lên người, hổ không nhận biết được con mồi, nên sẽ không dám tấn công. Ngoài ra, lớp bùn cũng sẽ xua mùi cơ thể, nên hổ không phát hiện được. Con hổ lớn này mò vào làng, thấy có trâu liền tiến đến ăn thịt. Khi con hổ còn cách khoảng 5 mét, ông bóp cò, viên đạn trúng đầu, gạ gục con hổ tại chỗ. Tuy nhiên, đó chỉ là con hổ lâu la, chứ không phải thần hổ xám. Ngay năm sau, một thợ săn khác, cũng là người trong họ, đã bẫy được một con hổ lớn, dài tới 3 mét. Cả họ nghe tiếng hổ gầm vì mắc bẫy, đã kéo đến xả đạn, phóng lao, giết hổ tại chỗ. Mọi người trong họ lại một lần nữa mừng hụt, vì con hổ này không bị chột mắt và thần hổ xám khổng lồ vẫn lồng lộn khắp nơi, giết hại vô số người, trong đó, bi thương nhất chính là cái chết rúng động của thợ săn bởi sự báo thù tàn khốc của thần hổ xám.
Thần hổ xám tiếp tục gây họa ở xã Thành Vinh, cách xã Thành Yên vài km. Hai mẹ con người làng Dàm, xuất thân từ vùng Thành Yên, đi làm nương ngô ở bãi Rum, đã bị hổ xám ăn thịt. Chuyện thần hổ xám về xã Thành Vinh ăn thịt một lúc hai mẹ con khiến dân khắp vùng rúng động sợ hãi. Khi đó, ở Thành Vinh có một cao thủ bắn súng, diệt hổ, từng giết rất nhiều hổ. Biết tin thần hổ xám về làng ăn thịt, ông này đã đích thân vác mấy khẩu súng nạp đạn sẵn, một mình vào rừng tìm diệt hổ. Kết thúc cuộc săn, đã thành công, con hổ nằm chết thẳng chân giữa vũng máu. Mấy vết đạn thủng tim, toạc cổ đã hạ con hổ ngay lập tức. Cách đó không xa, người thợ săn cũng nằm thoi thóp. Những cú tát của hổ khiến ông toạc da, nát mặt. Ông được dân bản cứu sống, nhưng sau đó vài năm thì ông cũng qua đời. Con hổ này khổng lồ, thân dài 4 mét, lông xám, nhưng vén mắt con hổ, thấy không bị chột, có nghĩa là con hổ khổng lồ bị tiêu diệt này không phải thần hổ xám.
Khoảng tháng 4 năm 1955, chiều xuống, thần hổ xám gầm rú ngoài rừng, nhưng một con hổ thường lại xông vào tận nhà người thợ săn họ Đinh vồ con chó khoang tha đi. Người thợ săn đuổi theo bắn chết con hổ tại chỗ. Bầy hổ không sợ, tiếp tục đến bắt lợn. Người thợ săn đặt bẫy ngay đầu cầu thang lên nhà. Ông kéo thân cây võng xuống đất làm bẫy, rồi đặt lẫy gỗ ngay đầu cầu thang. Con hổ hơn một tạ định mò lên nhà, vướng vào bẫy, bị tóm sống. Đích thân ông dùng dao chọc tiết con hổ này, phanh thây, gọi cả bản đến ăn. Thịt hổ ăn không ngon, luộc tới 4 lần nước mà vẫn không hết mùi tanh, hôi, nhưng mọi người cứ ngấu nghiến ăn vì rất thù hổ, nước luộc thịt hổ đổ ra bãi cỏ trước nhà, vài hôm sau hàng vạn con sâu lạ bò lổm ngổm từ đất lên nhìn rất hãi.
Sự kiện vài ngày sau, thêm một người nữa bị hổ vồ. Người này không phải trong họ Đinh, nhưng lại là người nhà bên ngoại. Người thiếu nữ bị hổ ăn thịt ở thôn Lệ Cẩm, xã Thành Mỹ. Dù có nhiều súng đạn nhưng không tiêu diệt được thần hổ xám, khiến tất thảy mọi người đều hoang mang. Dù là thợ săn thiện nghệ, không ngại đối đầu với thần hổ xám, hàng đêm, thần hổ xám vẫn hằm hè, gầm rống đe dọa sự sống của những người. Sự kiện tiếp theo diễn ra cách làng Yên Sơn buổi sáng đi bộ khoảng 15 km, sâu trong rừng già, có ba thợ sơn tràng bị hổ ăn thịt. Người ta tìm thấy ba xác người đã bị mất phần giữa. Con hổ tàn ác đã giết cả ba người, phanh bụng, moi ruột ăn trước. Cả ba người xấu số đều bị hổ ngoạm gẫy cổ, móc toác họng. Người thợ săn họ Đinh chắc chắn, nó sẽ quay lại ăn tiếp phần giữa thi thể ba sơn tràng này.
Con hổ khổng lồ đã giết ba người đi rừng và ăn một phần thi thể họ. Ăn không hết, nó bỏ đi, khi nào đói tiếp tục quay lại ăn. Khi phục kích ông này thấy một khối xám xám lấp loáng dưới ánh trăng. Một con mắt đỏ rực của thần hổ xám đang cắn thi thể một người lắc đi lắc lại để dứt thịt ra ăn. Qua nòng súng, người thợ săn thấy đầu nó cúi xuống và đối diện với nòng sung và nổ sung, con thú gầm lên giận dữ. Nó lao thẳng về phía gốc cây vả vào thân cây, ông ta tiếp tục bắn, tuy nhiên, viên đạn trúng tảng đá dưới gốc cây. Loáng một cái, con hổ đã mất hút trong rừng. Tiếng nó gầm lồng lộn vang dậy cả cánh rừng. Tiếng gầm nhỏ dần rồi mất hút, mọi người lần theo dấu máu tìm con hổ. Tuy nhiên, đến bờ suối thì dấu máu mờ dần rồi biến mất. Phát đạn chỉ trúng phần mềm nên không giết được nó. Con hổ đã trốn thoát.
Vụ tấn công thứ sáu diễn ra vào ngày 14 tháng 10 năm 1955, hai cha con người thợ săn họ Đinh vào rừng. Đi hết dãy đến thung lũng, có bãi cỏ gianh bên bờ suối quan sát thấy nhiều dấu chân hổ vẫn còn mới. Nhìn vết chân hổ khổng lồ, thần hổ xám đang loanh quanh ở khu vực này. Ban ngày, hổ kiếm chỗ kín đáo nằm ngủ, chiều xuống mới đi săn, người con của thợ săn nghe tiếng hổ gầm vang, tiếng hét của bố. Và quay lại đứng trên mỏm đá nhìn xuống, thấy bố đang quần nhau với hổ. Người thợ săn nằm dưới, hổ chồm lên trên, liên tục lát, cắn, xé. Chỉ một lát sau, nạn nhân đã nằm im, toàn thân vấy máu. Hổ xám khổng lồ cắn xác ông quăng xa, rồi nó lại chồm đến cắn xé. Con hổ quái ác cứ cắn người thợ săn rồi lại tung lên như mèo vờn chuột. Người con không dám lại gần mà chạy về làng thông báo với mọi người. Dấu tích trận đánh nhau vẫn còn rõ rệt, cỏ cây táp đi. Những vết máu đã thâm sì. Khẩu súng hạt nẻ lên đạn vẫn treo ở gạc cây trám, chứng tỏ chưa được sử dụng. Ở thân cây bên cạnh, con dao găm cắm vào. Lưỡi dao dính máu và nhúm lông hổ.
Điều này chứng tỏ nạn nhân đã đâm trúng hổ. Tuy nhiên, nhát đâm tiếp theo thì trượt, dao cắm phập vào thân cây. Sau cú đâm đó, nạn nhân đã mất mạng bởi hổ. Dựa vào dấu chân hổ, và khẩu súng treo trên cây, mọi người biết rằng ông đã bị hổ tấn công bất ngờ, nhân lúc ông đang lấy nhựa trám, thần hổ xám khổng lồ đã tấn công từ phía sau. Cú tát đầu tiên của nó không hạ được người thợ săn, tuy nhiên, vì bị tấn công bất ngờ, nên ông hoàn toàn yếu thế. Ông đã bị nó đoạt mạng chỉ trong giây lát. Đêm nghe tiếng hổ xám gầm vang rừng, mà mọi người không dám đối đầu với nó. Sáng hôm sau, mọi người tiếp tục dò tìm theo dấu máu, thì phát hiện xác ông ở một gốc cây, cách chỗ hổ tấn công giết hại ông khoảng 500 mét. Thần hổ xám đã cắn nát mặt, xét toang lồng ngực, bụng và ăn sạch nội tạng chỉ còn lại chiếc áo rách tướp loang lổ.
Vụ việc thứ bảy là vụ thần hổ xám lại tiếp tục đoạt mạng hai cô gái bên ngoại nhà họ Đinh ở làng cạnh bên Lệ Cẩm. Sau khi thần hổ xám ăn thịt hai mẹ con ở nương ngô làng Dàm, thì hổ xám vòng sang tận làng Lệ Cẩm ăn thịt bà hai nạn nhân này. Vì ngay bìa rừng là đầm nước, nên hổ thường tìm về kiếm mồi, rồi uống nước. Chúng dầm nước vào những ngày hè oi ả, ngày đó, thần hổ xám làm kinh động khắp vùng. Hổ ăn thịt khá nhiều người ở Lệ Cẩm, nhưng những người trong gia đình ông thì lại bị thần hổ xám tìm mọi cách tấn công. Đầu giờ chiều, một thiếu nữ 17 tuổi đi chăn trâu. Đến chiều tối, không thấy về, nên gia đình tổ chức đi tìm. Mọi người thấy trâu núp bên gốc cây sổ khổng lồ, ánh mắt cực kỳ sợ hãi và thấy những dấu chân hổ rất lớn. Nhìn dấu chân, đó là một con hổ khổng lồ. Mọi người theo dấu chân hổ đến bãi nước và tận mắt một con hổ xám khổng lồ, thân to như bò lớn, đang ăn nằm ngay mép bãi nước gãi tai đó chính là thần hổ xám. Một thợ săn lặng lẽ mò lại gần phía con hổ, dương súng bóp cò, con Hổ xám nhỏm dậy, nhảy phốc vào rừng, biến mất tiêu. Phát súng sượt da, trúng vào tảng đá tóe lửa. Mọi người cùng chạy lại vũng nước gom nhặt xác cô gái nhưng chẳng còn gì gom nhặt mãi chỉ được cái đầu, mớ tóc, quần áo, vài mẩu xương. Con hổ khổng lồ đã ăn sạch thiếu nữ.
Vì cú bắn sượt da của người thợ săn này, nên thần hổ xám quay sang thù hằn khốc liệt với họ Trương ở Lệ Cẩm. Đêm nào hổ xám cùng với bọn hổ lâu la cũng mò về Lệ Cẩm phá phách, bắt lợn, dê, cắn chết trâu, bò. Cuộc sống người dân ở ngôi làng này hoàn toàn đảo lộn. Không ai dám ra khỏi nhà một mình. Người ta lập đội diệt hổ. Hàng trăm cái bẫy được đặt ở các ngóc ngách, các con đường mòn từ rừng dẫn vào làng Lệ Cẩm. Xung quanh các ngôi nhà dân cũng được đặt bẫy kín kẽ. Trâu, bò, lợn, dê của nhân dân được huy động làm mồi bẫy hổ. Trong vòng 3 năm sau cái chết của người thiếu nữ thì đã có cả chục con hổ dính bẫy, hoặc bị bắn chết. Con hổ to nhất xông vào nhà, quắp con lợn nhảy phốc qua hàng rào chạy vào rừng. Phát hiện hổ, mọi người vác súng đuổi. Con hổ này bị lùa vào đường mòn dẫn đến gốc thị, chỗ rặng tre, đã được đặt bẫy chi chít, và đã dính bẫy. Một người thợ săn vác dao xông đến chém đứt cổ, máu tuôn ồng ộc. Hổ chết ngay tại chỗ. Mọi người căng dây đo từ đầu đến hết đuôi, thấy con hổ này dài 4 mét. Riêng phần thân của nó đã dài hơn 3m. Tuy nhiên, đó vẫn chưa phải là thần hổ xám.
Ông nuôi 12 con chó săn, đi xuyên khắp rừng Cúc Phương giết hổ. Nghe tin thần hổ xám ăn thịt người ở vùng Thạch Quảng, ông đã vác súng phục kích nhiều ngày và bắn thêm được mấy ác hổ. Nhưng thần hổ xám vẫn biệt tăm tích. Tuy nhiên sau đó cháu ruột của ông thợ săn này bị hai con hổ gớm nghiếc cắn cổ tha đi vào lúc khoảng 5 giờ sáng, cô cháu gái dậy sớm xay ngô làm ngô khoanh, đang chải tóc, thì thần hổ xám khổng lồ xông đến đoạt mạng. Nghe tiếng "óe", người em trai ông thợ săn mở cửa chạy ra, thấy hổ xám khổng lồ cắn vào gáy con gái lững thững tha đi. Phía sau nó còn một con hổ rất lớn đi hộ tống. Nhìn cảnh con hổ cắn con gái tha đi, em trai ông không dám đuổi theo, bởi nếu đuổi theo, con hổ hộ tống sẽ đoạt nốt mạng ông. Đợi con hổ tha con gái vào sâu trong rừng, ông mới thông báo dân làng.
Khi con hổ khổng lồ, cùng một con hổ nữa đi theo, quắp cháu gái ông tha đi, không ai dám ra khỏi cửa. Riêng ông dắt dao vào lưng, rồi vác súng đuổi theo. Đuổi đến bãi nước, chỗ hổ xám từng ăn thịt bà đầu tiên, thì thấy thần hổ xám đang xé xác người cháu gái thứ hai. Ông xông đến ngắm bắn, súng nổ, hổ xám khổng lồ bỏ lại xác, nhảy tót vào rừng. Tuy nhiên, con hổ đi cùng thì không bỏ trốn, mà nó xông thẳng về phía ông. Con hổ vả một phát, khẩu súng bay đi vài mét. Nó chụp xuống, đè nghiến ông xuống đất, ra sức vả, cắn. Mặc dù cú vả của con hổ khiến cánh tay toạc da, nhưng ông vẫn chống trả quyết liệt. Con hổ há miệng đớp, một tay ông bóp họng, một tay nắm lưỡi nó kéo tuột ra. Con hổ đớp một cái, rụng luôn ba ngón tay phải của ông. Vật nhau một hồi, thì cả người và hổ lăn xuống khe. Khi lăn đến thân cây khổng lồ, đổ ngang dốc, lợi dụng đà lăn, ông nhanh như sóc, dùng hết sức bình sinh ấn đầu con hổ chúi vào khe cây đổ. Con hổ bị ấn vào khe, không đứng dậy được. Ông ghì chặt thân không cho nó chui ra.
Khi ông thông báo đã khống chế được hổ, thì mọi người dùng thừng trói con hổ khổng lồ này lại. Mấy người dùng dao chọc vào cổ, nhưng da hổ dai nhoách, dao chọc không ăn thua gì. Ông dùng dao nhọn dắt bên hông xiên thẳng vào cổ hổ, khiến da cổ toạc ra, máu chảy ồng ộc. Con hổ rống lên thảm thiết, rồi tắt thở. Khi con hổ chết, thì ông cũng lăn ra ngất xỉu vì kiệt sức và mất máu. Con hổ xám mới xé bụng cô gái, chưa kịp ăn, nên xác nạn nhân vẫn còn nguyên vẹn. Mọi người khiêng xác be bét máu của ông về làng đặt ở giữa nhà sàn. Nhìn thân thể bị xé tơi tả bởi hổ, không ai tin ông có thể sống được. Mọi người cùng xẻ thịt con hổ, tính làm ma cho ông. Tuy nhiên, ăn xong hổ, thì ông tỉnh dậy, nhăn nhó kêu đau.
Cuối cùng, vào mùa hè năm 1959, đêm 14 ông vác súng vào rừng kiếm con thú về ăn và thấy những bụi lau lác lưa thưa, ông thấy một cục than đỏ rực đong đưa phía sau bụi lau thưa, là thợ săn thiện nghệ, nên nhìn ánh mắt đỏ rực thành tia đó, ông đoán là hổ, đó chính là thần hổ xám, con hổ bị chột một mắt đã ăn thịt cả trăm người, giết chết hai cô cháu gái của ông. Ông phục kích và nổ sung, tiếng hổ gầm khiến cả làng Lệ Cẩm thức giấc. Khói súng tan, nhìn về phía bụi lau, không thấy màu đỏ rực như hòn than của mắt hổ đâu nữa. Như vậy, phát đạn của ông đã trúng mắt, xuyên vào đầu thần hổ xám. Tuy nhiên, quan sát kỹ lại, thì ông thấy khối xám xịt đang phi về phía mình với tốc độ vũ bão. Ông quăng súng, rút cây lao, nhằm thẳng về phía thần hổ khổng lồ đang đà lao tới, phóng một cú, cây lao cắm phập vào ức hổ xám khổng lồ. Thần hổ xám như một đống thịt khổng lồ, theo đà lao, cắm vào gốc cây lim già, nằm giãy đành đạch, thở hồng học, máu tuôi xối xả.
Ông rút dao đâm thủng tim, phổi, cắt đứt họng thần hổ xám. Thần hổ xám hôi rình nằm chết thảm khốc trên vũng máu. Ông dùng dao cắt đứt đầu hổ, quăng xuống vũng, sau khi đo bằng bước chân, thấy mình hổ dài 4 bước, tức khoảng 4 mét. Đó là con hổ to chưa từng có. Nó chính xác là thần hổ xám. Đến sang, mọi người tìm nhưng không thấy xác thần hổ xám đâu, mà chỉ thấy vũng máu đen sì. Mọi người nhảy xuống vũng nước mò, cũng không thấy đầu thần hổ. Quanh vũng nước, có rất nhiều dấu chân hổ lớn đến cả chục con. Mọi người tin rằng, bầy hổ đã tha xác thần hổ xám đi nơi khác. Sau đó từ năm 1959 về sau, người dân khắp vùng Thạch Thành không gặp thần hổ xám nữa, và cũng không có ai bị thần hổ xám ăn thịt.